# 격자 모형
격자 모형(格子模型, 영어: lattice model 래티스 모델[*])이란 물리학 용어로, 공간 또는 시공의 연속체에 대립하는 격자에서 정의된 물리학적인 모형을 말한다. 격자 모형은 최초에 응집물질물리학의 문맥에서 발생했다. 거기서 결정의 원자는 격자를 자동적으로 형성한다. 현재, 많은 이유 때문에 격자 모형은 이론물리학에서 아주 인기가 있다. 일부 모델은 정확하게 해결할 수 있고, 따라서 섭동 이론으로부터 배우게 될 수 있는 것을넘어 물리학에 대한 통찰을 제공한다. 격자 모형은 또한 계산물리학적 방법의 연구에 이상적이고, 어떠한 연속적인 모형의 불연속화도 자동적으로 격자 모형로 변한다.
응집물질물리학에서 등장하는 격자 모형은 이징 모형, 포츠 모형, XY 모형, 도다 격자 등이 있다. 이러한 모형들은 보통 적분가능계로서 해석적으로 완전히 풀 수 있고, 보통 솔리톤을 가진다. 이러한 격자 모형을 풀기 위하여 역산란 변환(inverse-scattering transform)과 럭스 쌍, 양-백스터 방정식, 양자군 등을 사용한다. 이러한 모형의 해답은 자연에서 상전이, 자화율과 비례 축소(scaling) 행동뿐만 아니라, 또한 양자장론의 성질에 대한 통찰까지 주었다.
격자 모형은 물리량을 계산할 때에 발산을 막기 위해 자외선 영역(짧은 파장 영역)까지만 적분하거나 수치 해석을 이행하기 위하여 연속체 이론에 근사치로 자주 발생한다. 격자 모형에 의해 넓게 공부하게 되는 연속체 이론의 예는 양자색역학의 격자 장론, 불연속화한 계산 등이다. 일반적으로, 격자 게이지 이론과 격자장론은 연구의 분야이다.

## 같이 보기
- 결정 구조